# Acacia papyrocarpa
Acacia papyrocarpa é uma espécie de leguminosa do gênero Acacia, pertencente à família Fabaceae.